# Linda Voortman
Linda Geertruida Johanna Voortman (Enschede, 27 juni 1979) is een Nederlands politica en bestuurster voor GroenLinks. Sinds 7 juni 2018 is ze wethouder van Utrecht. Sinds 5 december 2024 is ze eerste locoburgemeester van Utrecht. Van 17 juni 2010 tot 6 juni 2018 was ze, met twee korte onderbrekingen in 2012 en van 2014 tot 2015, Tweede Kamerlid.

## Opleiding
Van 1991 tot 1997 ging Voortman naar het vwo op het Jacobuscollege in Enschede. Van 1997 tot 2005  studeerde ze Engelse taal- en letterkunde en van 1998 tot 2007 Literatuurwetenschap aan de Rijksuniversiteit Groningen. Van beide studies behaalde ze haar doctoraal. Daarnaast was ze actief in de studentenbeweging; als bestuurder bij de Groninger Studentenbond, als student-lid van de universiteitsraad en binnen de Landelijke Studentenvakbond.

## Gemeenteraad
In 2002 werd Voortman gemeenteraadslid in Groningen. Dit bleef ze tot en met 2008. Ze was er vice-fractievoorzitter van GroenLinks. Ze voerde namens GroenLinks het woord over de portefeuilles onderwijs, ruimtelijke ordening en financiën. In 2005 was Voortman finalist in de verkiezing jong raadslid van het jaar. Tussen 2008 en 2010 werkte ze als bestuurder Industrie & Schoonmaak bij FNV Bondgenoten. Als zodanig was ze betrokken bij de acties van schoonmaakpersoneel op Schiphol en bij de Nederlandse Spoorwegen.

## Tweede Kamer
Na de parlementsverkiezingen van 9 juni 2010 trad ze toe tot de Tweede Kamer voor GroenLinks. Ze was indertijd woordvoerder volksgezondheid, welzijn, volkshuisvesting en ruimtelijke ordening. De eerste periode van haar Kamerwerk stond vooral in teken van het verzet tegen de bezuinigingen op het Persoonsgebonden budget, die de VVD, CDA, D66, GroenLinks en de ChristenUnie met het Lente-akkoord van tafel kregen. In 2012 kreeg Voortman van de jury van bestewebpoliticus.nl de prijs voor beste webpoliticus.
Bij de Tweede Kamerverkiezingen van 12 september 2012 stond Voortman op de vijfde plaats van de kieslijst. Dat bleek niet genoeg om herkozen te worden. De partij haalde krap vier zetels. Nadat partijleider Jolande Sap op 5 oktober 2012 terugtrad, was de weg vrij voor Voortman om haar Kamerlidmaatschap voort te zetten. Ze werd op 30 oktober 2012 opnieuw beëdigd.
In haar nieuwe periode als Kamerlid verbreedde zij haar focus met asielbeleid en binnenlandse zaken. Onder meer richt zij zich op de rechten van asielkinderen, bijvoorbeeld met de initiatiefnota over het kinderpardon. Op binnenlandse zaken houdt zij zich onder meer bezig met transparantie van overheidsinformatie. Op het terrein van de zorg is Voortman actief op de rechten van mensen met een beperking. Mede door Voortman is het begrip algemene toegankelijkheid in de wet gekomen. Ook bepleitte zij in de WMO het right to challenge.
Voortman was in deze periode betrokken bij de totstandkoming van de volgende wetten:
- Ze verdedigde een initiatiefwetsvoorstel over vernieuwing van de Wet openbaarheid van bestuur, het wetsvoorstel open overheid. Doel is het transparanter maken van overheden en semi-overheden, onder meer door informatie actiever ter beschikking te stellen.
- Ze deed de medeverdediging (samen met Eddy van Hijum, CDA) van een initiatiefwetsvoorstel om de mogelijkheden voor flexibel werken uit te breiden. Werknemers kunnen bij hun werkgever ook een verzoek doen om de arbeidsplaats aan te passen. De termijnen voor indiening en beslissing over zo'n verzoek worden verkort. Het voorstel werd in 2015 aanvaard.
- Ze diende in 2013 samen met Pia Dijkstra (D66) een initiatiefwetsvoorstel in over een verwijsplicht voor een arts die bezwaren heeft tegen euthanasie.
- Ze bracht in 2014 een initiatiefnota uit over betaalbare zorg ('Zekerheid voor zorg, het recht van burgers op informatie over hun zorg')[6]
- Ze bracht in 2014 samen met Sharon Gesthuizen (SP) een initiatiefnota uit over uitbreiding van het kinderpardon.
- Ze diende in 2014 een initiatiefwetsvoorstel in over toelating van Turkse burgers tot arbeidsmarkt als zij aanspraak kunnen maken op het Associatierecht.
- Ze nam na haar zwangerschapsverlof in 2015 de verdediging van Corinne Ellemeet over van de initiatiefnota over transparantie in de zorg.
- Ze nam in 2015 de medeverdediging van Bram van Ojik over van een door Sharon Gesthuizen (SP) en Joël Voordewind (ChristenUnie) ingediende initiatiefnota over opvang van vluchtelingen.
- Ze diende in 2016 samen met Attje Kuiken (PvdA) een initiatiefwetsvoorstel in over het in de Vreemdelingenwet verankeren van het belang van het kind.

Van 17 november 2014 tot en met 8 maart 2015 was Voortman met zwangerschapsverlof. Zij werd als Kamerlid vervangen door Corinne Ellemeet.

### Schorsing
Op 26 juni 2014 werd Voortman door fractievoorzitter Bram van Ojik, naar eigen zeggen "conform de strekking van het Reglement van Orde van de Tweede Kamer", voor één maand op non-actief gesteld wegens het delen van geheime informatie binnen de fractie over de benoemingsprocedure van een nieuwe Nationale ombudsman. Of het Reglement toelaat dat een fractievoorzitter een Kamerlid schorst wordt echter betwist.
Doel van de lekkage was de benoeming te voorkomen van ANWB-directeur Guido van Woerkom, die zich na een campagne van de linkse fracties in de Tweede Kamer inderdaad terugtrok. Op 23 december 2014 maakte het Openbaar Ministerie bekend dat uit onderzoek door de Rijksrecherche was gebleken dat Voortman in deze kwestie ten onrechte als verdachte was aangemerkt en niet vervolgd zou worden voor het lekken naar de media. In april 2015 liet Voortman weten opheldering te eisen over de rol die Kamervoorzitter Anouchka van Miltenburg en het bestuur van de Kamer, het Presidium van de Tweede Kamer, hebben gespeeld in de affaire. Na meerdere gesprekken legden beiden op 17 april een gezamenlijke verklaring af en beëindigden de kwestie. Op 21 april meldde Paul Jansen in De Telegraaf dat er gelekt was uit de vertrouwelijke gesprekken tussen Voortman en Van Miltenburg vanuit GroenLinks. Ook zou Voortman de namenlijst niet enkel met fractiegenoten gedeeld hebben, maar ook met fractiemedewerkers.

## Wethouder
Op 5 juni 2018 nam Voortman afscheid als Tweede Kamerlid om die functie in te ruilen voor die van wethouder van Utrecht. In de Kamer werd ze vervangen door Paul Smeulders. In Utrecht heeft zij in haar portefeuille werk en inkomen, diversiteit, publieksdienstverlening, personeel en organisatie, wijk Zuidwest en wijk Noordoost. In januari 2022 kreeg Voortman, na het vertrek van Maarten van Ooijen als wethouder, als tijdelijk waarneemster de portefeuille maatschappelijke ondersteuning, welzijn, asiel en integratie, sport en wijk Vleuten-De Meern. In april 2019 kreeg haar diversiteitsbeleid aandacht in landelijke media, met name de verplichte diversiteitscursussen voor alle ambtenaren. De VVD stelde Kamervragen aan minister van Binnenlandse Zaken Kajsa Ollongren.
Op 9 juni 2022 werd Voortman opnieuw benoemd als wethouder van Utrecht. In haar portefeuille heeft zij werk en inkomen, WMO en welzijn, diversiteit en inclusie, grondzaken, groen, dierenwelzijn, publieksdienstverlening en is zij wijkwethouder voor de wijk West. De in de Participatiewet aan jongeren beneden 27 jaar gestelde eis om eerst naar werk te zoeken alvorens een uitkering aan te vragen, liet ze vallen, eerst als proef en vanaf 2023 definitief. Zo wil ze voorkomen dat jongeren zich onnodig in de schulden steken.
Namens de gemeente Utrecht werd Voortman lid van het algemeen- en dagelijks bestuur van het Recreatieschap Stichtse Groenlanden, lid van de deelnemersvergadering van WiGo4It, co-president van het comité voor sociale inclusie, participatieve democratie en mensenrechten (CSIDPHR) van de United Cities and Local Governments (UCLG) en plaatsvervangend lid van het algemeen bestuur van Het Utrechts Archief (HUA). Na het vertrek van wethouder Lot van Hooijdonk op 5 december 2024 werd Voortman eerste locoburgemeester van Utrecht.
Op 4 juli 2025 is Voortman vanuit haar rol als wethouder gekozen als lijsttrekker voor de gezamenlijke lijst van GroenLinks en PvdA voor de gemeenteraadsverkiezingen van 2026.

## Persoonlijk
Voortman groeide op in Enschede in een gezin met een vader, moeder en een jongere broer en zus. Voortman is getrouwd en heeft een dochter.